# Numia deceptrix
Numia deceptrix là một loài bướm đêm trong họ Geometridae.